# David Behme
David Behme (Bierutów, 2 april 1605 – aldaar, 9 februari 1657) was een Duits dominee en kerklieddichter. Hij werd in 1630 hofprediker van hertog Heinrich Wenzel van Münsterberg en dominee in Vielguth. In Bernstadt werkte hij vanaf 1638 als dominee, kerkraadslid en hofprediker.

## Publicaties
- In dem Leben hier auf Erden ist doch nichts als Eitelkeit
- Herr, nun laß in Friede, lebenssatt und müde, deinen Diener fahren zu den Himmelsscharen selig und im stillen, doch nach deinem Willen (EKG 323)
- Herr Jesu Christe, Gottes Sohn